# Beit HaNassi

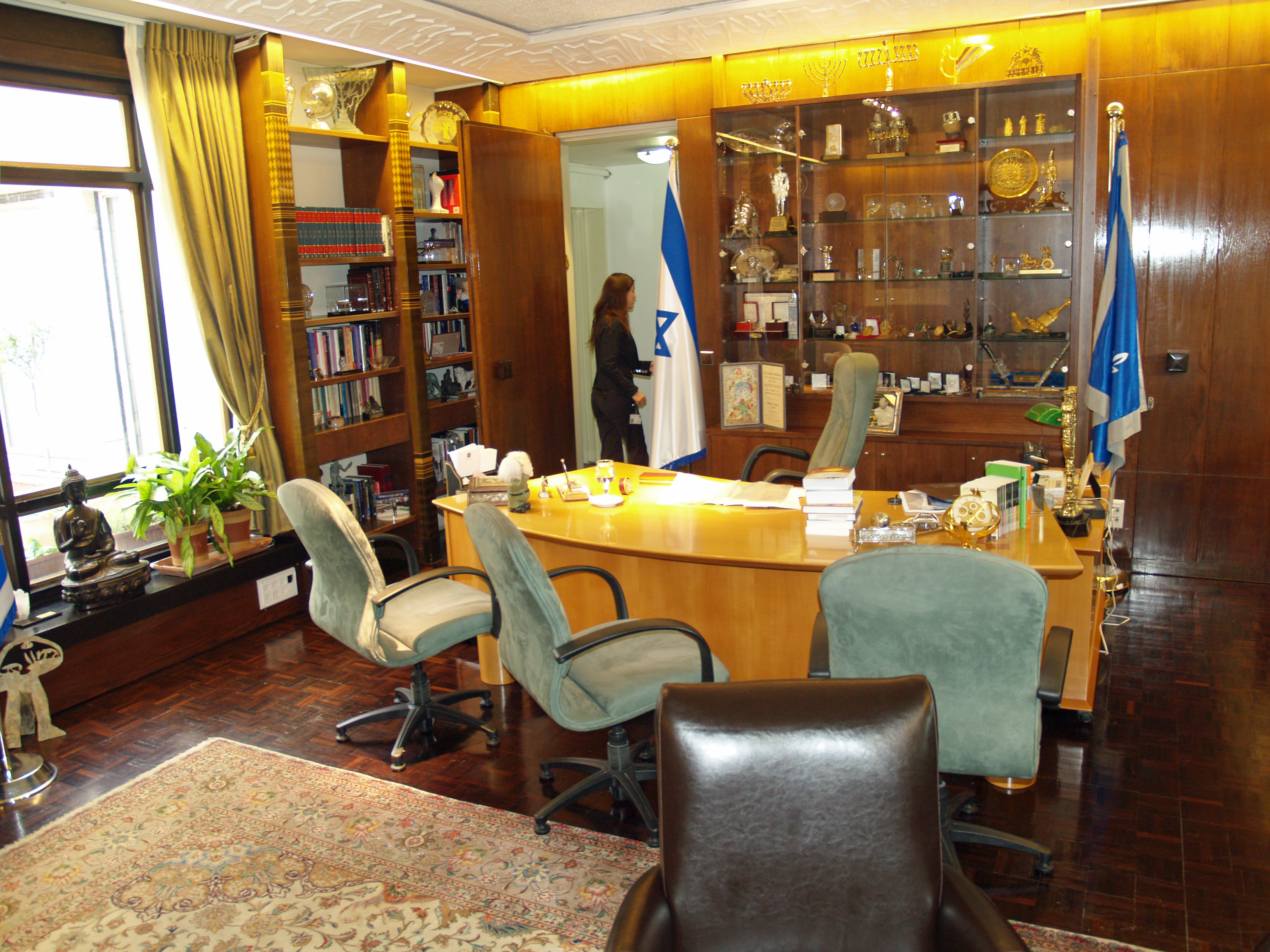
La oficina del presidente (2007)

La Beit HaNassi (en hebreo: בֵּית הַנָּשִׂיא‎, lit. 'Casa del Presidente') y Mishkan HaNassi (מִשְׁכָּן הַנָּשִׂיא), es la residencia oficial del Presidente de Israel. Está ubicado en el barrio de Talbiya de Jerusalén.

## Etimología
En hebreo moderno, beit significa casa; mishkán, residencia y nasi, presidente, el último derivado de la palabra hebrea bíblica para príncipe.

## Historia
Antes de que se construyera el Beit HaNassi, el presidente Jaim Weizmann vivía en su propia villa en Rehovot. Yitzhak Ben-Zvi usó una cabaña en Rehavia para sus deberes presidenciales mientras vivía en un apartamento normal.
A partir de 1949, el gobierno israelí preparó planes para la construcción del Edificio Gubernamental en Givat Ram, que incluían la construcción de la residencia del presidente en el recinto, Con la muerte de Weizmann en 1952, se decidió que hasta que se construyera un edificio en el Kiryat del Gobierno, la residencia del presidente se trasladaría a Villa Shoken, que el gobierno compraría para ese fin. Sin embargo, cuando Yitzhak ben Zvi fue elegido para el cargo, él y su esposa se negaron a mudarse al magnífico edificio, por lo que el gobierno compró Beit Valero en la calle Alharizi Rehavia, al lado de su casa privada. La casa sirvió como residencia y oficina del presidente. Y con motivo de la recepción se levantaron dos barracones en el patio, recuerdo del barracón en el que vivieron durante muchos años en el mismo lugar.
Después de la muerte de Ben Zvi en abril de 1963, a su viuda, Rachel Yanait, se le prometió que la casa se usaría para conmemorar al difunto presidente, y nuevamente surgió la duda de dónde estaría la residencia del presidente hasta que se construyera una residencia permanente en el Gobierno. Kiryat. El Comité de Vivienda del Gobierno Central encabezado por Shlomo Arazi se decidió por la Casa Clark, que estaba ubicada al oeste de la Casa Hansen y al sur de donde se encuentra hoy el Teatro Jerusalén. Cuando Zalman Shazar fue elegido, en mayo, se opuso al plan según el cual la casa del presidente estaría en un lugar aislado. Finalmente, luego de aproximadamente un mes de discusiones, durante las cuales el presidente siguió viviendo en su casa privada, el gobierno decidió mantener permanentemente la casa del presidente en los edificios donde estuvo ubicada durante los días de Ben-Zvi, y construir un edificio especial en el Gobierno Kiryat para conmemorar al presidente Ben-Zvi.
En 1963, se inició un plan para construir una residencia para el presidente entrante, Zalman Shazar. Durante la presidencia de Shazar, rechazó la oferta de construir la futura residencia como parte de los edificios políticos existentes. Como resultado, se aprobó la construcción de una casa en Talbiya, que se construiría en un terreno de diez dunam. En 1964, el arquitecto Aba Elhanani ganó el concurso para el diseño de la residencia. Beit HaNassi fue inaugurada en 1971 por el presidente Shazar. El diseño fue objeto de duras críticas por parte de diferentes figuras públicas.
Durante la visita a Israel del Papa Benedicto XVI en 2009, el presidente Shimon Peres inauguró una nueva costumbre en la que, según la cual, todos los líderes mundiales visitantes plantarían un olivo en el "jardín de la paz" del Beit HaNassi.
En octubre de 2017, se completó el trabajo en una entrada nueva y ampliada a Beit Hanassi para permitir un procesamiento más rápido de visitantes a eventos importantes en la residencia.

## Galería

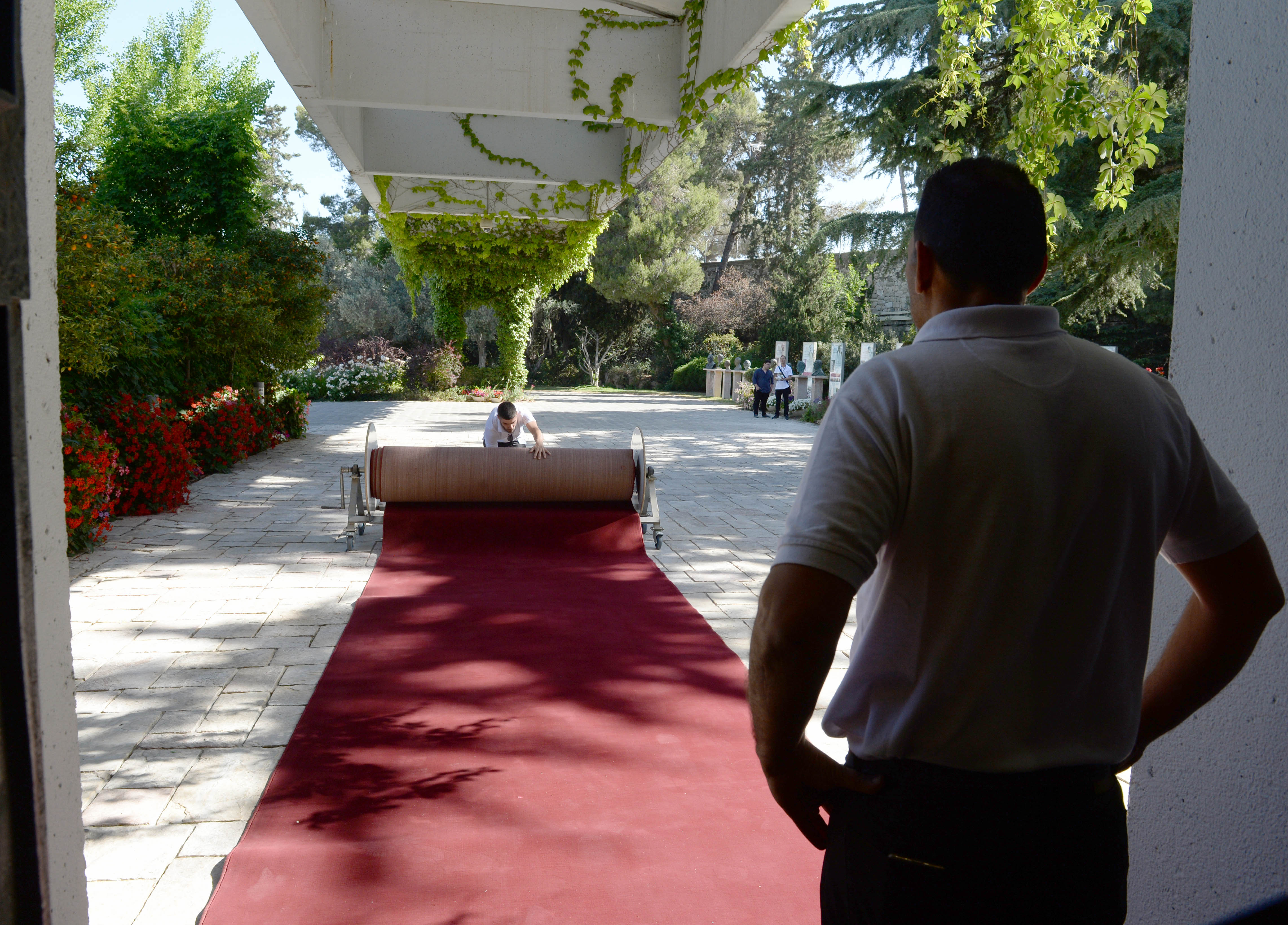
Vista desde la entrada a la Residencia del Presidente hasta la plaza de entrada
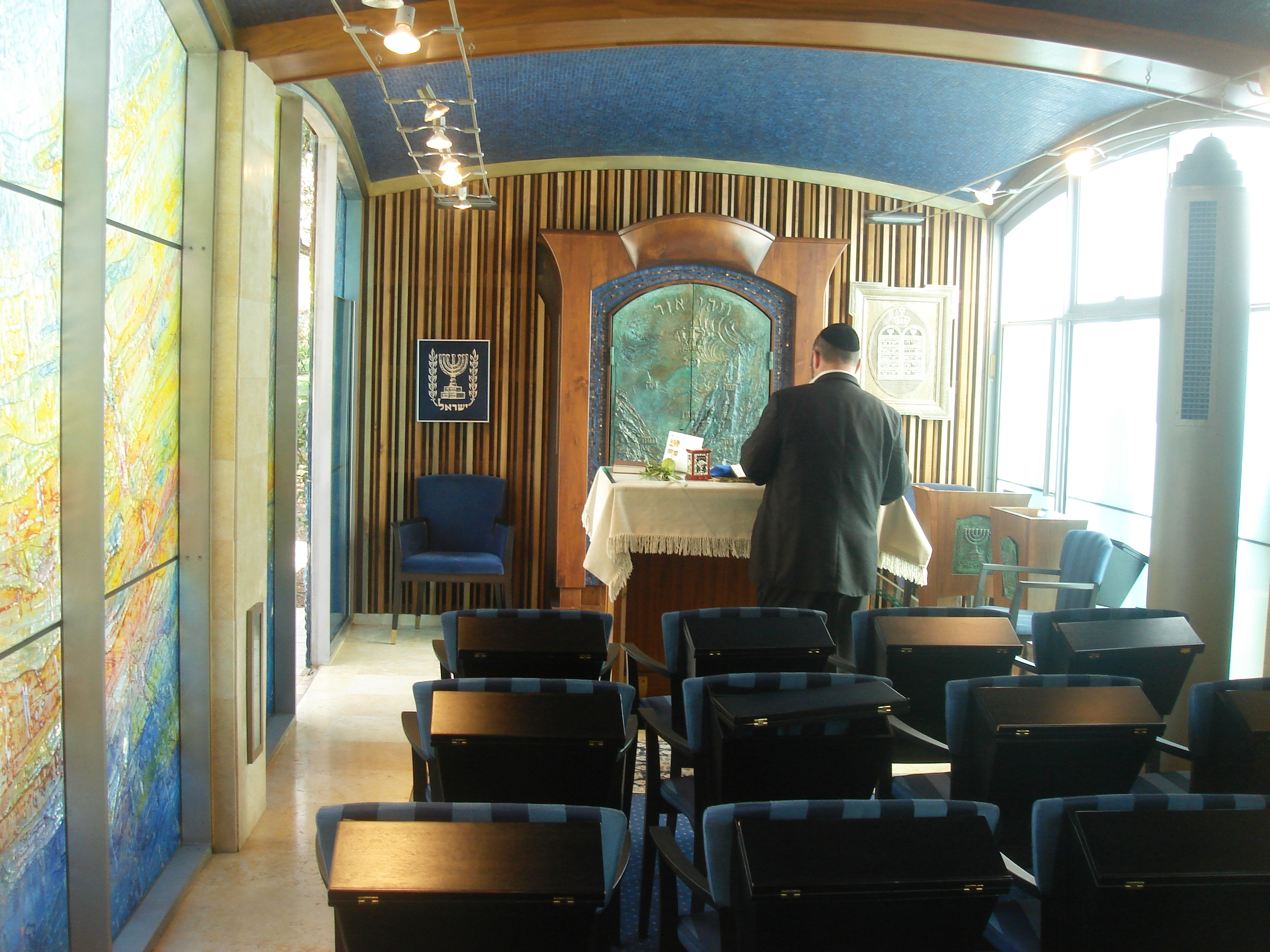
La sinagoga del Mishkan
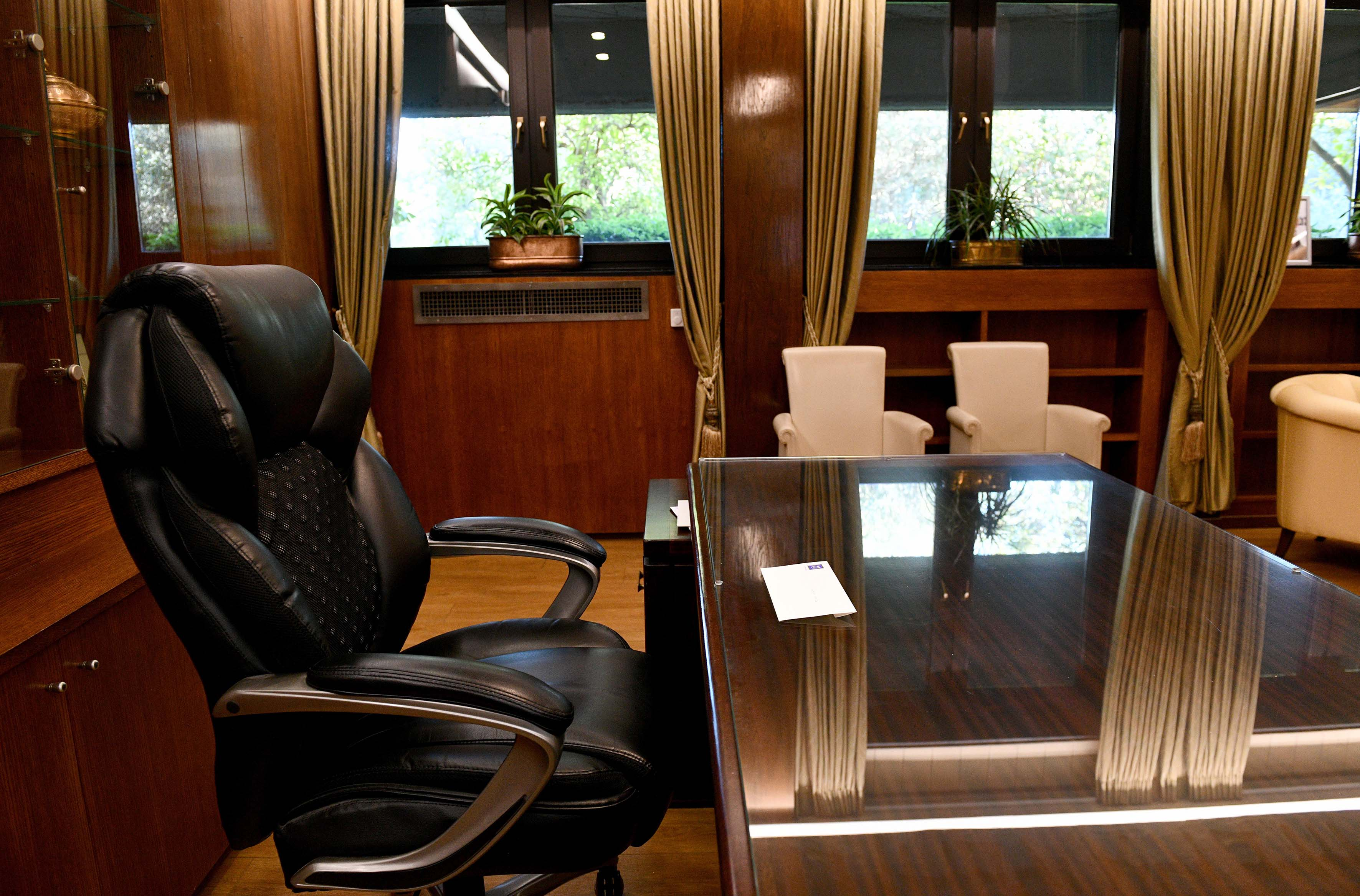
Una carta dejada por el saliente Rivlin al presidente entrante Isaac Herzog, en la Oficina del Presidente
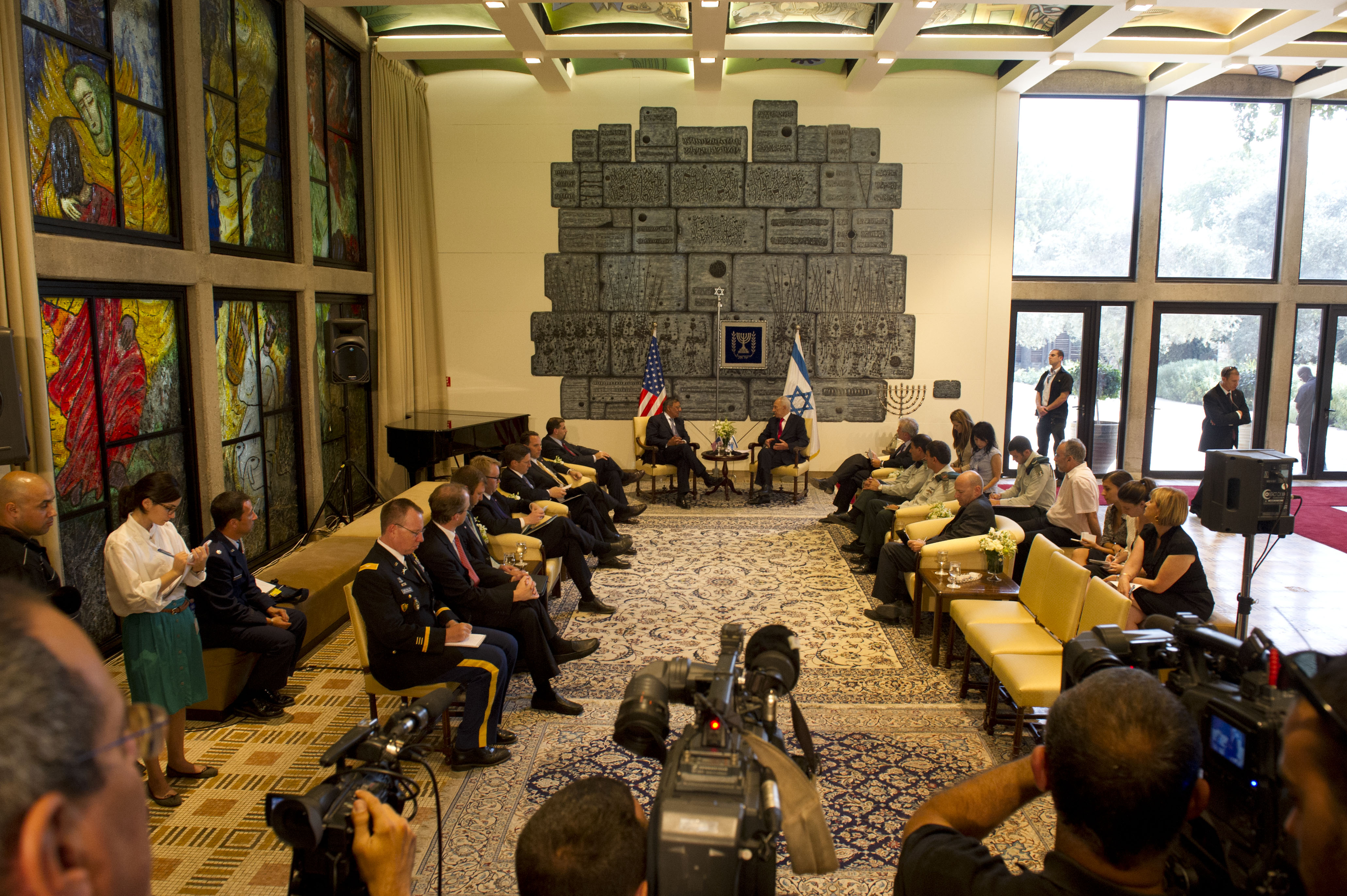
Salón Ceremonial
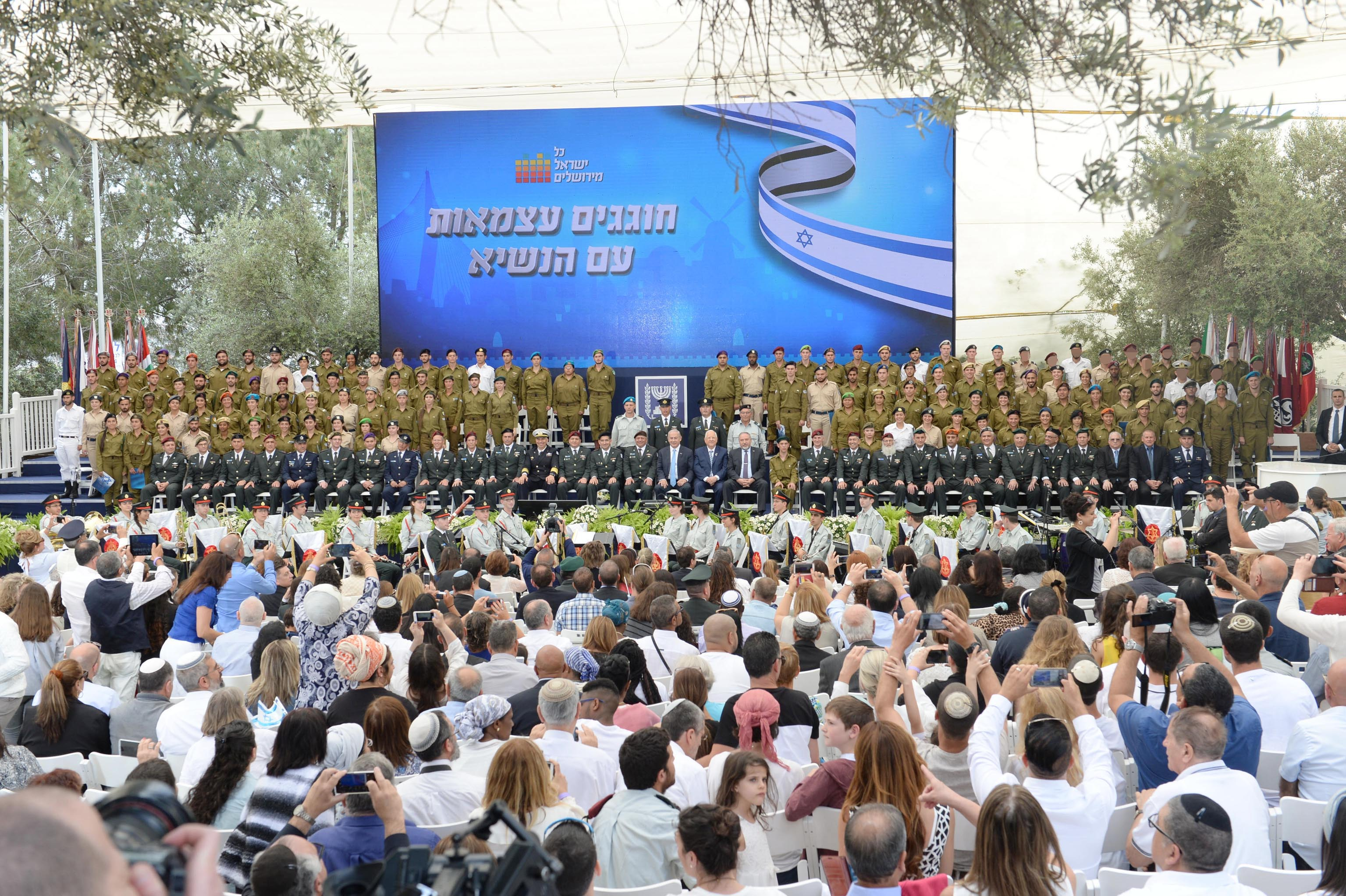
Ceremonia del Premio Honorífico del Presidente en el Día de la Independencia
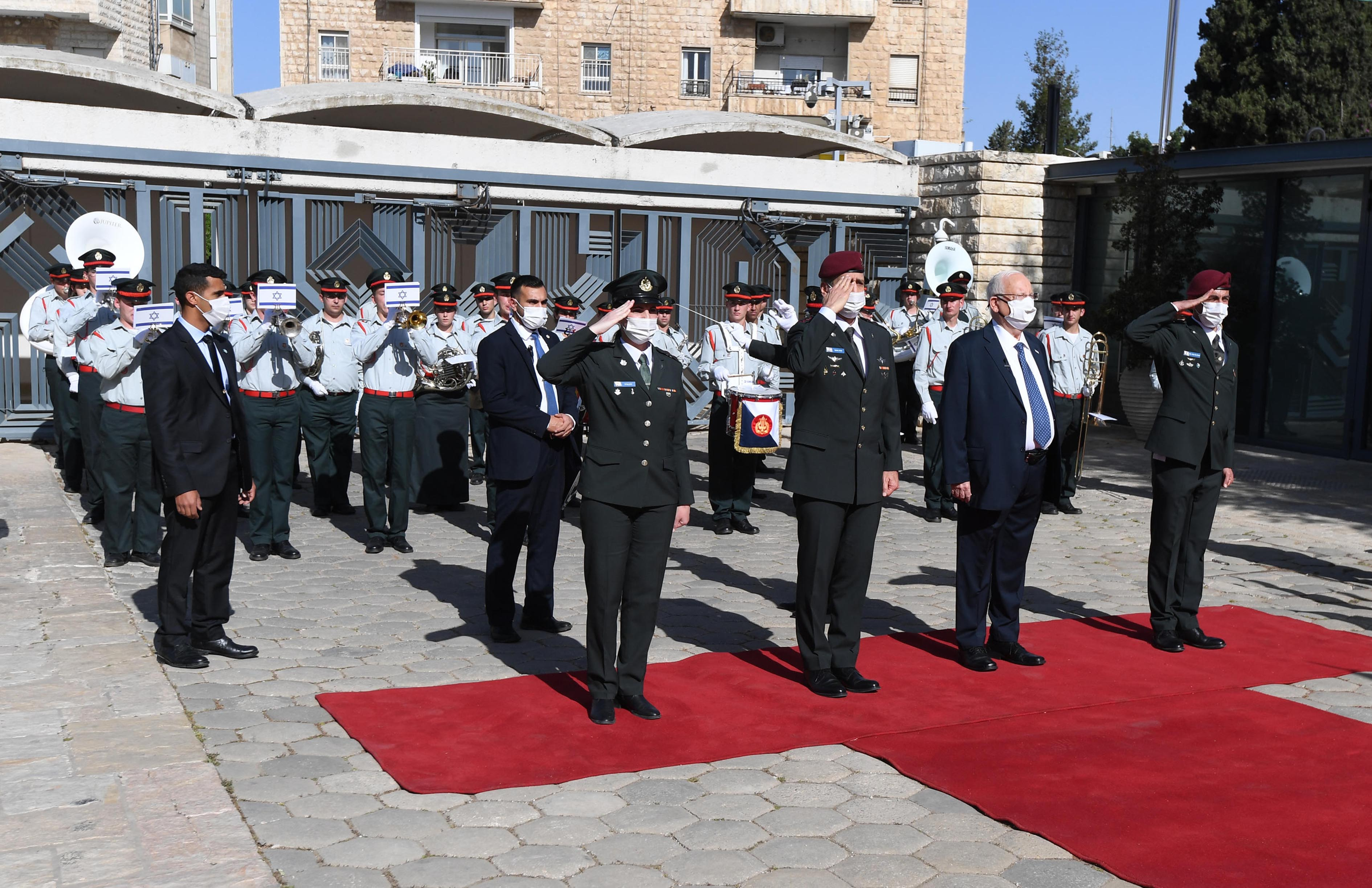
Orden de los destinatarios de los Premios Sobresalientes del Presidente con el telón de fondo de la puerta de entrada